# Paragagrellina legendrei
Paragagrellina legendrei is een hooiwagen uit de familie Sclerosomatidae.